# القرض العقاري والسياحي
القرض العقاري والسياحي (بالفرنسية: Crédit immobilier et hôtelier)‏ ويعرف إختصاراً بإسم بنك CIH، هو مصرف مغربي تابع لمجموعة صندوق الإيداع والتدبير، العاملة بصفة خاصة في القطاع العقاري والسياحي. كما أنه يوفر الخدمات المصرفية بالتجزئة.

## التاريخ
أنشئ البنك بتاريخ 26 مايو 1920 تحت اسم صندوق القروض العقارية في المغرب (CPIM) وفي عام 1960 قام صندوق الإيداع والتدبير بالاستحواذ على البنك. وفي 5 نوفمبر 1962 صدر ظهير شريف يزيد من نطاق عمل البنك في قطاعي الفندقة والعقارات وفي أعقاب تمديد نطاق نشاطها إلى القطاع الفندقي في عام 1967، قامت بتغيير اسمها ليصبح الائتمان العقاري والفندقي وفي 2014 اعتمد المصرف هوية بصرية جديدة ويعد المصرف حاليا البنك العالمي الذي يعرض خدماته على جميع قطاعات السوق المصرفية.

## الخدمات
يعتبر بنك CIH أول بنك مغربي يقدم خدماته بشكل مجاني للزبناء، من خلال عروض أطلقها البنك مثل عرض كود 18 للزبناء أقل من 18 سنة، وعرض كود 30 للزبناء بين 18 و 30 سنة، وعرض سيدتي للنساء. هذه العروض تسمح للزبناء بفتح حساب بنكي مجاني في بنك CIH، والحصول على بطاقة دولية مجانية.
يتميز هذا البنك أيضاً بكونه يواكب الزبناء المهتمين بالتجارة الإلكترونية سواء البائعين أو المستهلكين، حيث تسمح بطاقاته الدولية المجانية من التسجيل في موقع بايبال بكل سهولة، والقيام بشراء المنتوجات من المواقع العالمية. كما أن بنك CIH من بين البنوك الأولى التي أدخلت خدمة الأداء بواسطة الهاتف آبل باي وجوجل باي إلى المغرب.

## الملكية
تتشكل قاعدة المساهمين الرئيسيين لبنك CIH من:
- المسيرة كابيتال إدارة (61.89%)
- أطلنطاسند (11.97%)
- صندوق الإيداع والتدبير (6.01%)
- النظام الجماعى لمنح رواتب التقاعد (3.80%)
- مجموعة هولماركوم (0.12%)
- عائم في سوق الأسهم (16.21%)

## الرؤساء
- عبد الواحد سهيل
- عثمان السليماني (من 1979 إلى 1993)
- مولاي الزين الزهيدي العلوي (من 1994 إلى 1998)
- محمد لعلج
- خالد عليوة (من 21 يوليو 2004 إلى 24 أبريل 2009)[3]
- علي هراج (بالنيابة)[4]
- أحمد رحو (من 6 أكتوبر 2009 إلى 4 يونيو 2019)[5][6]
- لطفي السقاط (من يونيو 2019 حتى الآن).[7]

## إنتقادات للبنك

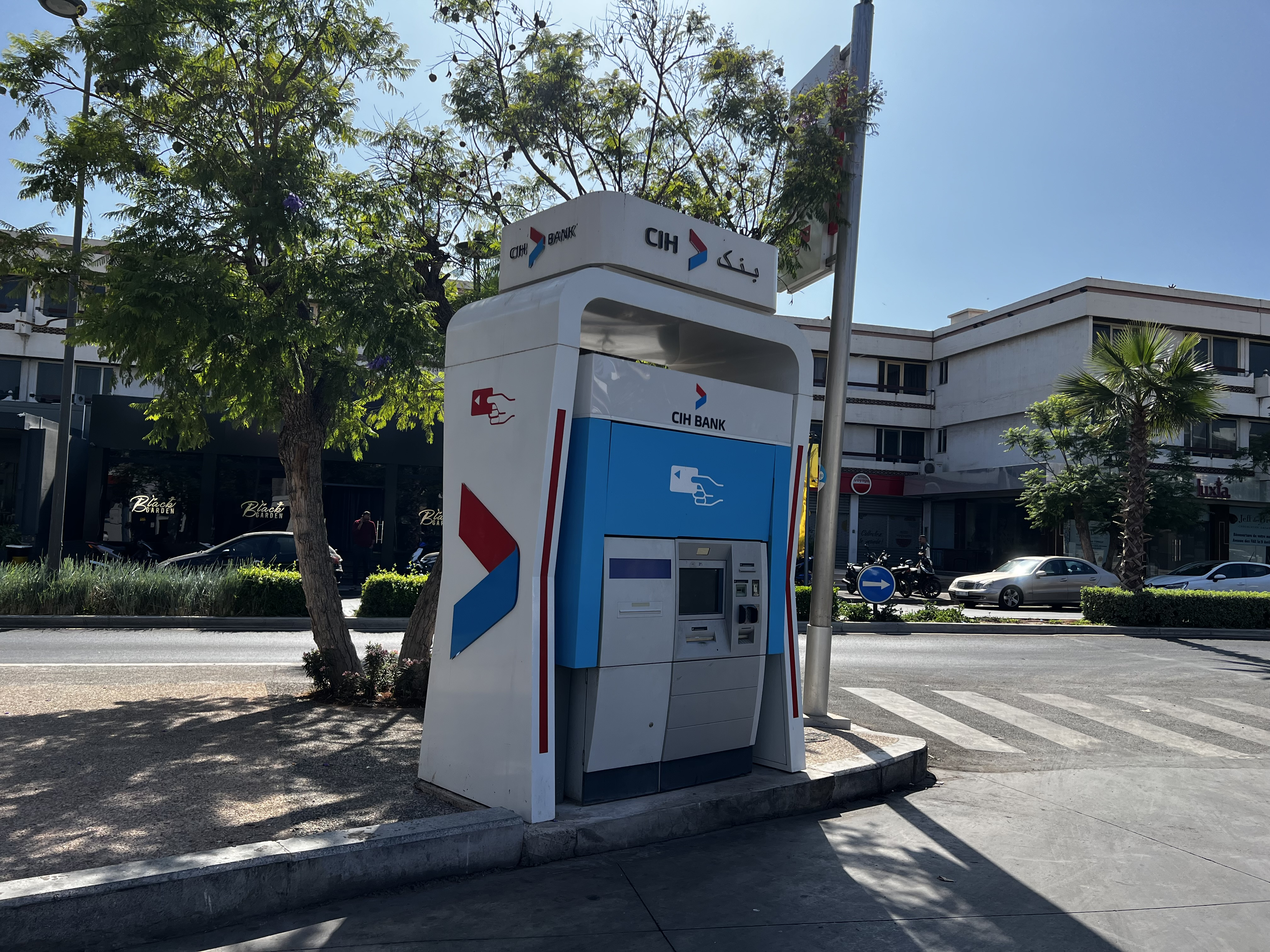
صراف آلي لبنك CIH في إحدى محطات الوقود بتروم

بسبب عدم تواجد عدد كبير من الوكالات البنكية التابعة لبنك سي إي أش وإرتفاع عدد الزبناء الراغبين في تجربة الخدمات البنكية المجانية التي يقدمها البنك، تعرف العديد من الوكالات البنكية التابعة لهذا البنك إزدحاماً كبير وطول مدة الإنتظار. كما أن أجهزة إيداع النقود التي وضعها البنك في وكالاته تبقى خارج الخدمة وغير شغالة.

## التواجد
تتواجد الوكالات البنكية التابعة لبنك CIH في المدن، وغير غير متواجدة في الجماعات القروية. وقد رفع البنك في السنوات الأخيرة من عدد الشبابيك الأوتوماتيكية التابعة له عبر وضعها في المراكز التجارية والأسواق الكبرى كمارجان وكارفور وبعض الفنادق والمطارات، كما قام البنك بوضع شبابيكه الأوتوماتيكية في العديد من محطات الوقود التابعة لبتروم، وتم وضع الشبابيك أيضاً في مختلف الوكالات التابعة لمؤسسة الرواج الخاصة بالقروض الصغرى.

## المؤسسات التابعة للبنك
- أمنية بنك
- لانا كاش